# Doong Doong (텔레비전 시리즈)
Doong Doong은 아기고릴라 둥둥과 그의 친구 아기타조 차밍, 아기사자 토이, 물고기 키튼, 아기 코끼리 우드가 써니랜드에서 벌이는 좌충우돌 살아가는 이야기를 그린다.